# Eleccions regionals belgues de 2009
Les eleccions regionals belgues de 2009 se celebraren el 7 de juny de 2009 per a escollir els representants del Parlament de Flandes, del Parlament de Valònia, el parlament de Brussel·les i el parlament de la Comunitat Germanòfona de Bèlgica. Se celebren el mateix dia que les eleccions europees de 2009.

## Parlament Flamenc
Font: Eleccions de 2009 - Parlament flamenc Arxivat 2009-11-24 a Wayback Machine.
| Partit | Partit                              | Vots      | %      | +/−    | Escons | +/− |
| ------ | ----------------------------------- | --------- | ------ | ------ | ------ | --- |
|        | Christen-Democratisch en Vlaams*    | 939,873   | 22.86  | −3.23  | 31     | −4  |
|        | Vlaams Belang                       | 628,564   | 15.28  | −8.86  | 21     | −11 |
|        | Socialistische Partij Anders*       | 627,852   | 15.27  | −4.39  | 19     | −6  |
|        | Open VLD                            | 616,610   | 14.99  | −4.80  | 21     | −4  |
|        | Nieuw-Vlaamse Alliantie             | 537,040   | 13.06  | +13.06 | 16     | +16 |
|        | Lijst Dedecker                      | 313,176   | 7.62   | +7.62  | 8      | +8  |
|        | Groen!                              | 278,211   | 6.77   | −0.83  | 7      | +1  |
|        | Union des Francophones              | 47,319    | 1.15   | +0.08  | 1      | ±0  |
|        | Sociaal-Liberale Partij             | 44,734    | 1.09   | +1.09  | 0      | —   |
|        | Partit dels Treballadors de Bèlgica | 42,849    | 1.04   | +0.48  | 0      | —   |
|        | Altres                              | 36,097    | 0.88   | —      | 0      | —   |
| Total  | Total                               | 4,112,325 | 100.00 | —      | 124    | —   |

Els resultats de CD&V i sp.a són comparats el 2004 amb CD&V-N-VA i sp.a-spirit.

## Parlament való
Font: Eleccions de 2009 - Parlament Való Arxivat 2009-11-24 a Wayback Machine.
| Partit | Partit                              | Vots      | %      | +/−    | Escons | +/− |
| ------ | ----------------------------------- | --------- | ------ | ------ | ------ | --- |
|        | Parti Socialiste                    | 657,803   | 32.77  | −4.14  | 29     | −5  |
|        | Mouvement Réformateur               | 469,792   | 23.41  | −0.89  | 19     | −1  |
|        | Ecolo                               | 372,067   | 18.54  | +10.02 | 14     | +11 |
|        | CDH                                 | 323,952   | 16.14  | −1.48  | 13     | −1  |
|        | Front Nacional                      | 57,374    | 2.86   | −5.26  | 0      | −4  |
|        | Rassemblement Wallonie France       | 27,955    | 1.39   | +0.38  | 0      | —   |
|        | Partit dels Treballadors de Bèlgica | 24,875    | 1.24   | +0.62  | 0      | —   |
|        | Altres                              | 73,220    | 3.65   | —      | 0      | —   |
| Total  | Total                               | 2,007,038 | 100.00 | —      | 75     | —   |

## Parlament de Brussel·les
Font: Eleccions de 2009 - Parlament de la Regió Brussel·les-Capital Arxivat 2009-11-24 a Wayback Machine.

### Grup francòfon
| Partit | Partit      | Vots    | %      | +/−    | Escons | +/− |
| ------ | ----------- | ------- | ------ | ------ | ------ | --- |
|        | MR          | 121,905 | 29.82  | −2.68  | 24     | −1  |
|        | PS          | 107,303 | 26.24  | −7.10  | 21     | −5  |
|        | Ecolo       | 82,663  | 20.22  | +10.53 | 16     | +9  |
|        | CDH         | 60,527  | 14.80  | +0.72  | 11     | +1  |
|        | FN          | 7,803   | 1.91   | −3.51  | 0      | −4  |
|        | Pro Bruxsel | 6,840   | 1.67   | +1.67  | 0      | —   |
|        | Altres      | 21,829  | 5.34   | —      | 0      | —   |
| Total  | Total       | 408,870 | 100.00 | —      | 72     | —   |

### Grup neerlandès
| Partit | Partit                  | Vots   | %      | +/−    | Escons | +/− |
| ------ | ----------------------- | ------ | ------ | ------ | ------ | --- |
|        | Open VLD                | 11,957 | 23.07  | +3.17  | 4      | ±0  |
|        | SP.A                    | 10,085 | 19.46  | +1.78  | 4      | +1  |
|        | Vlaams Belang           | 9,072  | 17.51  | −16.56 | 3      | −3  |
|        | CD&V                    | 7,696  | 14.85  | −1.92  | 3      | ±0  |
|        | Groen!                  | 5,806  | 11.20  | +1.40  | 2      | +1  |
|        | Nieuw-Vlaamse Alliantie | 2,586  | 4.99   | +4.99  | 1      | +1  |
|        | Lijst Dedecker          | 1,957  | 3.78   | +3.78  | 0      | —   |
|        | Pro Bruxsel             | 1,225  | 2.36   | +2.36  | 0      | —   |
|        | Altres                  | 1,434  | 2.77   | —      | 0      | —   |
| Total  | Total                   | 51,818 | 100.00 | —      | 17     | —   |

## Parlament de la Comunitat Germanòfona de Bèlgica
Font: Eleccions de 2009 - Parlament de la Comunitat Germanòfona Arxivat 2009-11-24 a Wayback Machine.
| Partit | Partit                              | Vots   | %      | +/−   | Escons | +/− |
| ------ | ----------------------------------- | ------ | ------ | ----- | ------ | --- |
|        | CSP                                 | 10,122 | 27.02  | −5.77 | 7      | −1  |
|        | SP                                  | 7,231  | 19.30  | +0.29 | 5      | ±0  |
|        | Partei für Freiheit und Fortschritt | 6,562  | 17.52  | −3.46 | 4      | −1  |
|        | ProDG                               | 6,553  | 17.49  | +5.80 | 4      | +1  |
|        | Ecolo                               | 4,310  | 11.50  | +3.32 | 3      | +1  |
|        | Vivant                              | 2,684  | 7.16   | −0.18 | 2      | ±0  |
| Total  | Total                               | 37,462 | 100.00 | —     | 25     | —   |